# Egeria (Virginia Occidental)
Egeria es un área no incorporada ubicada en el condado de Mercer (Virginia Occidental), Estados Unidos. Está clasificada como un asentamiento humano por el Sistema de Información de Nombres Geográficos.
Aparece registrada en U.S. Geological Survey con fecha de entrada del 27 de junio de 1980. El número de identificación asignado por el Sistema de Información de Nombres Geográficos es 1549668.
La comunidad contaba con una oficina de correos en 1955. La escuela secundaria de Egeria, construida en 1913, fue la última escuela secundaria con un solo profesor en Virginia Occidental. Tenía 21 estudiantes en total en su punto máximo, y el número de inscripciones generalmente era de adolescentes, lo que la convertía en la escuela más pequeña del condado; en 1954 sólo tenía dos graduados.

## Geografía
Se encuentra a una altitud de 906 m s. n. m. (2973 pies) según el Servicio Geológico de Estados Unidos.